# Билльяр, Юлия
Юлия Билльяр (фр. Julie Billiart, 12 июля 1751[…], Кювилли — 8 апреля 1816[…], Намюр) — святая Римско-Католической Церкви, дева, основательница женской монашеской конгрегации «Сёстры Пресвятой Девы Марии из Намюра».

## Биография
Родилась в бедной крестьянской семье, которая владела небольшим уделом земли и занималась небольшой торговлей. В 14 лет приняла личный обет целомудрия. В 1773 году, когда Юлии было 22 года, был убит её отец, из-за чего она испытала сильный стресс, приведший её к параличу. Несмотря на серьёзную болезнь, она не оставила глубокую духовную жизнь, которая вскоре привела к её популярности среди односельчан. К ней стали приходить за утешением и духовным советом.
Во время Французской революции укрывала в своём доме священников от преследований революционных властей. В 1789 году переехала в Бетанкур. Когда преследования Католической Церкви во Франции закончились, основала благотворительную организацию для помощи детям и сиротам. Несколько девушек — добровольцев, вступивших в эту организацию и желавших помогать парализованной Юлии Билльяр в её деятельности, стали в дальнейшем основой для формирования женской монашеской конгрегации «Сёстры Пресвятой Девы из Намюра».
В 1804 году, во время молитвы к Пресвятому Сердцу Иисуса, Юлия Билльяр чудесно исцелилась от паралича, которым она страдала на протяжении 22 лет.

## Прославление
В 1906 году, через девяносто лет после её смерти, Юлия Билльяр была причислена к лику блаженных римским папой Пием X, в 1969 году она была причислена к лику святых римским папой Павлом VI.
День памяти в Католической Церкви — 8 апреля.